# Championnat de France de rugby à XV de 1re division fédérale 2001-2002
Navigation
Nationale 1 2000-2001 Fédérale 1 2002-2003
Le championnat de France de rugby à XV de 1re division fédérale 2001-2002 voit s'affronter 56 équipes réparties dans 4 poules. Seul le vainqueur et le finaliste du Trophée Jean Prat (phase finale) sont promus en Pro D2 à l'issue de la saison. 

## Saison régulière
À la suite du retrait de l'US Metro (fusion avec le Racing Club de France), le Lyon OU initialement dans la Poule 2 est reversé dans la poule 1.
Poule A
| Pos | Équipe                | Points |
| --- | --------------------- | ------ |
| 1   | US Oyonnax            | 67     |
| 2   | Lyon OU               | 66     |
| 3   | RC Vichy (P)          | 58     |
| 4   | Arras (P)             | 58     |
| 5   | US bressane           | 57     |
| 6   | Paris université club | 56     |
| 7   | Stade dijonnais       | 56     |
| 8   | SO Chambéry           | 55     |
| 9   | Lons-le-Saunier       | 53     |
| 10  | RC Strasbourg         | 47     |
| 11  | FC Saint-Claude       | 43     |
| 12  | RC Chalon             | 41     |
| 13  | Pontarlier            | 36     |
| 14  | Le Creusot            | 35     |
| 15  | US Metro              | 0      |

Poule B
| Pos | Équipe            | Points |
| --- | ----------------- | ------ |
| 1   | Nimes (R)         |        |
| 2   | RC Châteaurenard  |        |
| 3   | Céret             |        |
| 4   | Millau            |        |
| 5   | Bédarrides        |        |
| 6   | RC Cannes         |        |
|     | Pays d'Aix RC (P) |        |
|     | US Montmélian     |        |
|     | Valence sportif   |        |
|     | Albertville       |        |
|     | Istres sport      |        |
|     | La Valette        |        |
|     | Montélimar        |        |

Poule C
| Pos | Équipe               | Points |
| --- | -------------------- | ------ |
| 1   | SC Albi              |        |
| 2   | Stade bordelais      |        |
| 3   | Limoges              |        |
| 4   | FC Lourdes           |        |
| 5   | Saint-Paul SR        |        |
| 6   | Montréjeau           |        |
|     | US Coarraze Nay      |        |
|     | Saint-Jean-de-Luz OR |        |
|     | US La Teste          |        |
|     | Valence d'Agen       |        |
|     | Baigorri             |        |
|     | Lormont              |        |
|     | Saint-Girons SC      |        |
|     | US Bergerac          |        |

Poule D
| Pos | Équipe                    | Points |
| --- | ------------------------- | ------ |
| 1   | Blagnac (P)               |        |
| 2   | Balma ORC                 |        |
| 3   | Villefranche de Lauragais |        |
| 4   | Lombez Samatan club       |        |
| 5   | Fleurance (P)             |        |
| 6   | Peyrehorade               |        |
| 7   | FC Oloron                 |        |
| 8   | Stade bagnérais           |        |
| 9   | Garazi                    |        |
| 10  | SC Graulhet               |        |
| 11  | US Fumel Libos            |        |
| 12  | SC Angoulême              |        |
| 13  | CA Sarlat                 |        |
| 14  | SA Mauléon                |        |

## Phase finale

### Finale
| Date    | Équipe 1 | Équipe 2 | Résultat |
| ------- | -------- | -------- | -------- |
| 16 juin | Lyon OU  | Albi     | 28-23    |